# Siedliska (powiat ełcki)
Siedliska (niem. Schedlisken) – wieś w Polsce położona w województwie warmińsko-mazurskim, w powiecie ełckim, w gminie Ełk. Wieś bezpośrednio graniczy od południowego wschodu z Ełkiem.

## Historia
W 1933 wieś zamieszkiwało 401 osób, a w 1939 446 osób. Od 16 lipca 1938 miejscowość nosiła nazwę Sonnau na skutek urzędowej germanizacji polsko brzmiących nazw miejscowości. Po przyłączeniu Mazur do Polski powrócono do tracyjnej nazwy. Wieś wraz z powiatem ełckim znalazła się w granicach województwa białostockiego. W latach 1975–1998 miejscowość należała administracyjnie do województwa suwalskiego.
W 2007 były plany przyłączenia wsi do Ełku. Projekt upadł 28 lipca 2008 roku, po negatywnym zaopiniowaniu wniosku o poszerzenie granic administracyjnych miasta Ełk przez MSWiA.
11 maja 2012 roku otwarto w Siedliskach Zakład Unieszkodliwiania Odpadów.